# Риккати, Якопо Франческо
Якопо Франческо Рикка́ти (итал. Jacopo Francesco Riccati; 28 мая 1676, Венеция — 15 апреля 1754, Тревизо) — итальянский математик и механик.

## Биография
Достаточно быстро став знаменитым, Риккати получил от Петра Первого предложение стать президентом
Петербургской академии наук, от которого (как и от ряда других лестных предложений) отказался ради того, чтобы жить в Италии в кругу семьи. С 1747 года в основном жил в Венеции, умер в Тревизо (1754) и похоронен в фамильном склепе в кафедральном соборе Тревизо. Имел трёх сыновей (Винченцо, Джордано и Франческо), которые тоже были математиками.

## Научные интересы
Основные математические труды относятся к интегральному исчислению и дифференциальным уравнениям (в частности, им были разработаны методы интегрирования дифференциальных уравнений, основанные на разделении переменных и на понижении порядка уравнения), а также дифференциальной геометрии. Его имя широко известно благодаря так называемому уравнению Риккати («Animadversationes in aequationes differentiales secundi gradus», 1724). Занимался также гидродинамикой и инженерной деятельностью, его гидродинамические расчёты использовались при сооружении дамб и плотин в Венеции.